# Paraná (1908)
La cañonera Paraná fue una nave de la marina de guerra de Argentina construida en 1908. Fue gemela de la Rosario, construida en 1909. Permaneció en servicio de 1908 a 1951.

## Construcción
Fue construida por el astillero Armstrong de Newcastle upon Tyne, Inglaterra. Fue botada en abril de 1908 y asignada en agosto de 1908. En su viaje a Argentina rindió homenaje a José de San Martín en Boulogne-sur-Mer, Francia.

## Historia de servicio
En 1939 escoltó al rastreador Drummond que transportaba al presidente electo de Paraguay José Félix Estigarribia a Asunción.
En 1948, junto al rastreador Drummond, transportó las cenizas del coronel de marina Juan Bautista Azopardo (n. 1772-f. 1848) a San Nicolás de los Arroyos.
Pasó a reserva en 1951 permaneciendo en la Base Naval Río Santiago de Ensenada hasta su venta en 1958.